# Janvier 1789
Cette page présente les faits marquants du mois de janvier 1789.

## Événements
- 2 janvier, France : Jean-Georges Lefranc de Pompignan, archevêque de Vienne, est élu député du clergé dauphinois aux États généraux.

- 4 janvier, France : Charles-Maurice de Talleyrand-Périgord est sacré évêque d'Autun.

- 7 janvier : première élection présidentielle aux États-Unis[1].

- 17 janvier, Pologne : la Diète de quatre ans décide la suppression du Conseil permanent et déclare son mandat illimité dans le temps[2]. Elle gouverne seule, délibérant à la majorité des voix et non suivant les ordres. Elle fait disparaître avec le gouvernement central, les départements de la Police et de la Justice, mais maintient la commission de l’éducation. Elle décide une augmentation de l’armée, qui est portée à 65 000 hommes, l’établissement d’un impôt foncier, y compris sur les biens ecclésiastiques et les biens nobles, qui sont taxés pour la première fois. Cet impôt rapporte neuf millions de zlotys sur les seize escomptés, mais double les ressources de l’État par rapport à 1788. Pour administrer les provinces, des commissions mixtes civiles et militaires, élues par les diétines, sont instaurées. Un vif sentiment russophobe dans l’opinion publique accompagne toutes ces mesures[3].

- 21 janvier : The Power of Sympathy, le premier roman américain, est imprimé à Boston.

- 23 janvier : l'université de Georgetown est fondée à Washington D.C..

- 24 janvier, France : lettre de convocation des États généraux, règlement qui ouvre la campagne électorale.

- 26 janvier : la décision du gouvernement genevois d'augmenter le prix du pain déclenche une émeute à Saint-Gervais, le quartier le plus populaire de Genève[4].

- 27 janvier, France : Journée des bricoles : affrontements à Rennes entre nobles et étudiants.

- Nuit du 29 au 30 janvier, Vietnam : victoire des Tây Sơn à la bataille de Ngoc Hoi-Dông Da sur le corps expéditionnaire chinois venu rétablir les Lê[5].

- 31 janvier : Zoubov devient le favori de Catherine II de Russie[6].

## Décès
- 21 janvier : Paul Henri Thiry d'Holbach (né en 1723), savant et philosophe matérialiste d’origine allemande et d’expression française.